# Oradell
Oradell est un borough situé dans le comté de Bergen dans l'État du New Jersey. En 2010, sa population est de 7 978 habitants.

## Source de la traduction
- (en) Cet article est partiellement ou en totalité issu de l’article de Wikipédia en anglais intitulé « Oradell, New Jersey » (voir la liste des auteurs).